# Karen Vourc'h
Pour les articles homonymes, voir Vourc'h.
Karen Vourc'h est une soprano française, menant une carrière internationale.

## Avant sa carrière lyrique
Karen Vourc'h a étudié la physique théorique et a en particulier obtenu un DEA dans ce domaine à l'École normale supérieure.

## Récompenses
En 2009, elle est nommée « Révélation artiste lyrique » aux Victoires de la musique classique.

## Rôles
- Fiordiligi, Così fan tutte de Wolfgang Amadeus Mozart
- Donna Elvira, Don Giovanni de Wolfgang Amadeus Mozart
- Manon Lescaut, Manon de Jules Massenet
- Diane, Orphée aux enfers de Jacques Offenbach
- Fanny, dans Marius et Fanny, opéra de Vladimir Cosma
- Mélisande, dans Pelléas et Mélisande de Claude Debussy
- Vanessa, Vanessa de Samuel Barber
- Micaëla, Carmen de Georges Bizet
- Marzelline, Fidelio de Ludwig van Beethoven
- La Princesse, L'Enfant et les Sortilèges de Maurice Ravel
- Blanche de La Force, Dialogues des carmélites de Francis Poulenc
- Vincenette, Mireille de Charles Gounod
- La Femme, La Voix humaine de Francis Poulenc, texte de Jean Cocteau